# Toneelkring Sint Rembert

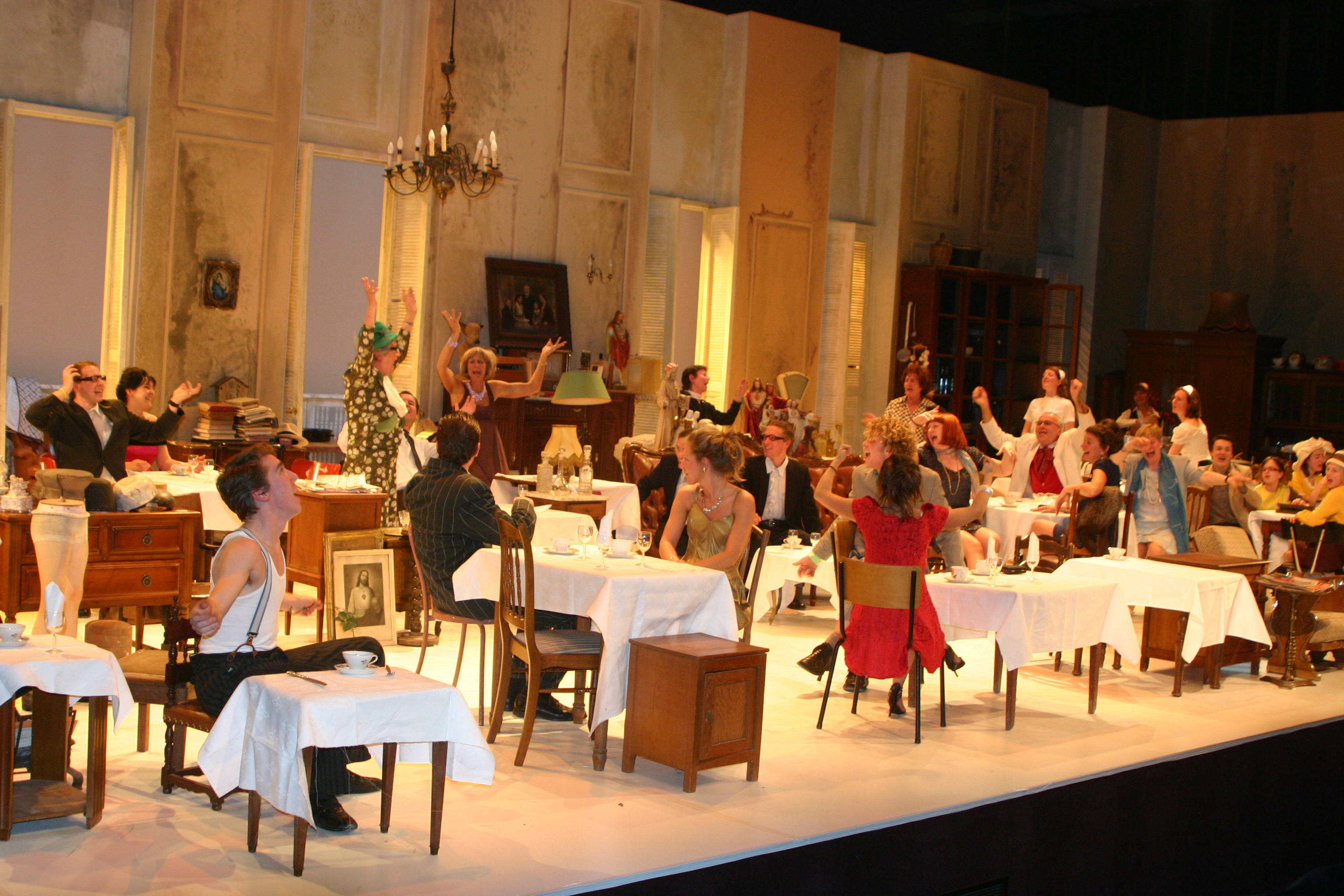
Zaterdag, Zondag, Maandag bij Toneelkring Sint-Rembert Torhout

Toneelkring Sint Rembert is een amateurtoneelgezelschap uit Torhout opgericht in 1947. De toneelkring ontleent haar naam aan de Torhoutse heilige Rembertus. Het gezelschap heeft twee tot drie eigen producties per jaar en won het 31e, 35e, 38e, 41e, 59e en 61e Landjuweel.

## Geschiedenis
Al in zijn derde seizoen in 1950 belandde het gezelschap in de promotieafdeling van de West-Vlaamse Provinciale Klassering van amateurtoneelverenigingen met Parkstraat 13 in een regie van Remi Tanghe, de vader van Dirk Tanghe, die eveneens enkele producties zou regisseren.
In 1956 promoveerde het met het stuk De derde dag in een regie van Guido Cafmeyer naar de Eerste Provinciale Afdeling.
Het werd voor het eerst voor het Landjuweel geselecteerd in 1961 met Ons stadje eveneens geregisseerd door Guido Cafmeyer en zou de vijfde prijs behalen.
Bij zijn zeventiende seizoen in 1964 behaalde Toneelkring Sint Rembert de hoogste Vlaamse onderscheiding, het 31e Landjuweel met Dood van een handelsreiziger van Arthur Miller, geregisseerd door Guido Cafmeyer.
Van de vijftien selecties voor dit prestigieus tornooi zou Sint Rembert uiteindelijk twaalf keer in de prijzen vallen waarvan zes keer de hoofdprijs wegkapen.

## Theaterproducties
1947-1948
- De nieuwe Kerstmis

1948-1949
- Meneer Klaproos
- 't Kan er van af

1949-1950
- De zonen Stendahl
- Patsy

1950-1951
- Ketty liegt nooit
- Onder een dak
- Parkstraat 13 (Provinciale wedstrijd 2e categorie, 1e prijs)

1951-1952
- Negentien jaar
- Huwelijksreis zonder man
- Een inspecteur voor u

1952-1953
- Christine Lafontaine
- Gaslicht
- Peegie

1953-1954
- Wie kust de mummie
- Kermisvolk op Kerstmis
- De Goudan had een dochterkijn

1954-1955
- Dolle Hans
- Mevrouw Pilatus

1955-1956
- Tien kleine negertjes
- De klucht van de brave moordenaars

1956-1957
- U spreekt met uw moordenaar
- De derde dag (Provinciale wedstrijd 1e categorie, 1e prijs)

1957-1958
- De mooiste ogen van de wereld
- De laatste op het schavot

1958-1959
- Veel geluk professor
- Een meisje om te stelen

1959-1960
- Zo is vader
- Kermisvolk op Kerstmis
- De geschiedenis van een kassier

1960-1961
- Glazen speelgoed
- De engel van het pandjeshuis (Provinciale wedstrijd erecategorie, 1e prijs)

1961-1962
- Ons Stadje (Landjuweeltornooi, 5e prijs)

1962-1963
- Arsenicum en oude kant
- De derde dag

1963-1964
- De dag van Zalavera (Wedstrijd Noordstar en Boerhave, 3e prijs)
- Mijn geweten en ik

1964-1965
- De dood van een handelsreiziger (Landjuweeltornooi, 1e prijs)

1965-1966
- Dokter Knock
- De muizenval

1966-1967
- Pas op dat je geen woord zegt (Landjuweeltornooi, 6e prijs)

1967-1968
- Jonkvrouw Edelwater (Vierde beker van de kardinaal, 4e prijs)
- Het systeem Fabrizzi (Nationale wedstrijd te Veurne, laureaat)

1968-1969
- Een geur van bloemen 1968 (Landjuweeltornooi, 1e prijs, Nationaal tornooi te De Panne, 1e prijs)
- Huwelijksreis zonder man

1969-1970
- Yerma (Landjuweeltornooi, 3e prijs)

1970-1971
- Stuur me geen bloemen (Gouden Komediefestival te Roeselare, 1e prijs)

1971-1972
- Vrijdag (Landjuweeltornooi, 1e prijs)

1972-1973
- De familie Tot (Landjuweeltornooi, 4e prijs)
- Oscar

1973-1974
- Reinaert de vos
- En toen kwam dokter Frost

1974-1975
- Alles voor de tuin (Landjuweeltornooi, 1e prijs)

1975-1976
- August, August, August (Landjuweeltornooi)

1976-1977
- De jongens van mevrouw Gibbons
- Een hand vol sneeuw

1977-1978
- Het reservaat
- Harten twee, harten drie (Nationaal Blijspelfestival te Mechelen, 2e prijs)

1978-1979
- De dag dat de paus ontvoerd wordt
- De wijze kater

1979-1980
- De drie klaphoeden
- Cupido Stupido

1980-1981
- Liefde (Landjuweelfestival, 3e prijs)
- Brederman en de brandstichters

1981-1982
- Naar bet Sneewit
- Lucien en Martine

1982-1983
- Andorra
- Theodoor

1983-1984
- Saldo Mortale
- Ik ben er en ik blijf er

1984-1985
- Romeo en Julia
- Vossejacht

1985-1986
- Hamlet (Landjuweeltornooi, 2e prijs)

1986-1987
- Oidipoes (Landjuweeltornooi, 2e prijs)
- Een bruid in de morgen

1987-1988
- Een dag uit de dood van Piet Snot

1988-1989
- Op gouden vleugels
- In de holte van je arm

1989-1990
- Leonardo (Toneeltornooi te Izegem, 3e prijs)
- Driemaal Kerstmis

1990-1991
- Het atelier
- De gevangene van Second Avenue (Provinciale wedstrijd 1e categorie, Prijs van het meest homogene samenspel)

1991-1992
- Vrouwen van Troje
- Geestige Geesten

1992-1993
- De Revisor
- Piano in het gras

1993-1994
- Hedda Gabler (Landjuweeltornooi, 1e prijs)
- De akte

1994-1995
- Het haar van de hond (Tornooi der Lage Landen te Elsloo, 3e prijs)
- De Bruiloft

1995-1996
- Doofstomme Engelen
- De Bruiloft
- De zelfmoordenaar (Landjuweeltornooi, 1e prijs)

1996-1997
- Een plaats uit de duizend
- Meneer en Madam
- Verkeerd

1997-1998
- Lear
- Het korte leven van sneeuwwolken
- Verkeerd (herneming)

1998-1999
- Elkie (Promotie naar hoogste afdeling Provincie West-Vlaanderen)
- Nest
- Philia

1999-2000
- Thor
- Frankenstein
- Roberto Zucco

2000-2001
- Papa slaapt
- Oom Wanja
- Elektra

2001-2002
- Perrongeluk
- Heer Halewijn
- La Palma
- Sneewwit

2002-2003
- De vrek
- Yvonne
- Het gebroed onder de maan (Landjuweeltornooi)

2003-2004
- Spoken
- Voorjaarsontwaken (Landjuweeltornooi)

2004-2005
- Aan het eind van de aspergetijd
- P loves J

2005-2006
- de Olifantman
- Erik of het groot insectenboek

2006-2007
- De Vrek
- R60
- Sabado Domenica Lunedi / Zaterdag Zondag Maandag

2007-2008
- Macbeth
- 1 Flew

2008-2009
- Stilite aub
- Och Mengs

2009-2010
- Pinokkio
- Tadaa! Een koningsdrama

2010-2011
- No Reservoir Dogs
- Hamlet

2011-2012
- Heuvels van Blauw
- As You Like It

2012-2013
- Moedervlek
- Wij

2013-2014
- De dag dat het kampioenschap van België verreden werd
- Kerkhofblommenstraat

2014-2015
- Trouwfeesten & Processen
- Er was eens.. Assepoester

2015-2016
- Driftkop
- De Naamlozen
- Wij - Japan

2016-2017
- Theaterfestival
- De Jossen

2017-2018
- Ernestig
- Festen

2018-2019
- Kousenvoetenkermis
- Eva

2019-2020
- Meiskes en Jongens